# Mirlović Zagora
Mirlović Zagora je naselje u sastavu Općine Unešić, u Šibensko-kninskoj županiji. Nalazi se oko 8 kilometara zapadno od Unešića.

## Povijest
Prema fra Petru Bačiću, naselje je nazvano po muslimanskom begu Miriloviću, dok novija povijesna istraživanja povezuju ime s pridošlim Vlasima Mirilovićima iz Hercegovine.
Od 1857. do 1910. naselje se nazivalo Mirilović u Zagorju, a 1931. Mirilović-Zagora. 

## Stanovništvo
Prema popisu iz 2011. naselje je imalo 387 stanovnika.
| broj stanovnika | 308   | 348   | 337   | 283   | 337   | 349   | 299   | 347   | 653   | 724   | 756   | 829   | 730   | 657   | 411   | 387   | 347   |
|                 | 1857. | 1869. | 1880. | 1890. | 1900. | 1910. | 1921. | 1931. | 1948. | 1953. | 1961. | 1971. | 1981. | 1991. | 2001. | 2011. | 2021. |

## Kultura
Tradicijska narodna kola (»starinsko«, »po četr«, »po naški«, »kolo naopako«, »biralica« i »pleas na šudarić«) igrala su se u vrijeme poklada, kada su plesači zaodjenuti ovčjom kožom, opasani zvonima, s krinkama na licima i štapovima ili toljagama u rukama obilazili selo igrajući kola, pjevajući i zbijajući pošalice na svoj ili račun suseljena. Sudionici pokladne povorke koji nisu bili zakrabuljeni obično bi zacrnili lica pepelom ili ugljenom. Također, kola su se igrala nakon misnih slavlja na Veliku i Malu Gospu te na spomendan sv. Jakova, ispred crkve ili župne kuće.

## Šport
- ŽMNK Mirlović Zagora